# Ngày đường
Ngày đường thường là đơn vị được dùng đo chiều dài của con đường mà một người đi từ sáng sớm đến tối mịt. Họ cứ đi đói thì ăn lá rừng nếu đi đường rừng, gần làng thì vào nhờ ăn hay tắm giặt, đêm đến thì ngủ dọc đường lộ. Sáng mai lại lên đường khi trời chưa sáng, cứ đi mãi khi nào đến đích. Họ ngồi lại tính mình ngủ được bao nhiêu đêm ở trên đường, thì mình đã đi được chừng đó ngày. 
Từ này áp dụng ở các vùng có đường đi khó, hiểm trở. Khả năng hiểu biết và các phương cách đi lại của họ, chưa được tính khoảng cách kỹ càng.

## Phương tiện đi lại
Chủ yếu đi bằng đôi bàn chân, có lúc đi bằng ngựa hay lừa vận chuyển các hàng hóa trên đường. Lối đi của họ tạo thành đường mòn dẫn dài qua các địa phương.

## Truyền thống
Phương cách di chuyển này đã tạo ra nhiều câu ca dao hay các câu chuyện khá hay, như câu cao dao:
| “ | "Đi một ngày đàng học một sàng khôn" | ” |
Hay câu ngạn ngữ phương Tây:
| “ | "Trên thế giới này vốn không có đường mà người ta đi mà thành" | ” |
Đơn vị này ngày nay thường ít được áp dụng, ngay cả những vùng xa vì hiện nay phương tiện giao thông nhiều.